# André Bayardelle
Ange Marie Charles André Bayardelle, né le 18 février 1896 à Basse-Pointe (Martinique) et mort le 3 mai 1947 à Paris, est un administrateur colonial français qui fut gouverneur général de l'Afrique-Équatoriale française (AEF).

## Biographie
Il est issu d'une famille installée à la Martinique sous Louis XIV.
Membre du cabinet de Gaston Monnerville en 1936, il est secrétaire général de Nouvelle-Calédonie jusqu'en janvier 1941. Il est le premier administrateur colonial à se rallier à la France Libre dès le 24 juin 1940. Il publie, en octobre 1940, un rapport sur les circonstances du ralliement de la Nouvelle-Calédonie à la France Libre.
Du 30 décembre 1942 au 22 juin 1943, André Bayardelle est gouverneur de la Côte française des Somalis. Nommé par le Comité français de la Libération nationale, il y remplace un gouverneur vichyste après le ralliement du territoire à la France libre.
Gouverneur provisoire de l'AEF le 15 février 1944, où il succède à Félix Éboué, il devient le titulaire du poste du 2 octobre 1944 au 3 août 1946. Il est remplacé par son secrétaire Jean-Louis Marie André Soucadaux. Jean-Hilaire Aubame est son conseiller durant son mandat à la tête de l'AEF.

## Décorations
- Officier de la Légion d'honneur (22 mai 1946)
  -  Chevalier de la Légion d'honneur (25 février 1937)
- Officier d'académie
- Chevalier de l'ordre du Mérite agricole
- Chevalier de l'Ordre de l'Étoile noire
- Chevalier de l'Ordre du Dragon d'Annam
- Chevalier de l'Ordre royal du Cambodge